# Jaume Serra i Húnter
|  | Aquest article tracta sobre el filòsof i polític. Vegeu-ne altres significats a «Jaume Serra». |

Jaume Serra i Húnter (Manresa, Bages, 8 de gener de 1878 - Cuernavaca, Mèxic, 7 de desembre de 1943) fou un filòsof, polític català i rector de la Universitat de Barcelona.

## Biografia
Fill de pare català i mare irlandesa. Estudià filosofia i lletres a la Universitat de Barcelona. Es casà amb Lluciana Peraire i Ricarte, convertint-se així en cunyat del pintor Ramon Casas. Va mantenir una gran amistat amb el pintor, de qui va ser padrí de casament i també portador del seu fèretre al seu enterrament.
Amb Lluciana Peraire va tenir set fills, entre ells l'advocat Jesús Serra i Perayre. Va ser avi de l'economista i polític mexicà Jaime José Serra Puche.
El 1910 fou nomenat catedràtic de psicologia, lògica, ètica i dret en un institut d'ensenyament secundari d'Almeria i poc després catedràtic de lògica a Santiago de Compostel·la. Des del 1913 també ocupà la càtedra d'Història de la filosofia a la Facultat de Lletres de la Universitat de Barcelona, on va desenvolupar una gran tasca en el camp de l'ensenyament i de l'organització acadèmica a través del segon Congrés Universitari Català del 1918.
Durant el període republicà dels anys trenta fou nomenat degà de la Facultat de Lletres i rector de la Universitat de Barcelona (1931-1933), membre numerari de l'Institut d'Estudis Catalans i de l'Acadèmia de Bones Lletres de Barcelona.
Fou membre d'Esquerra Republicana de Catalunya i fou elegit diputat al Parlament de Catalunya el 1932, del qual en fou nomenat vicepresident primer, i més tard president del Consell de Cultura de la Generalitat de Catalunya, des d'on va fer amistat amb Santiago Pi i Sunyer i Josep Irla i Bosch. El 31 de desembre de 1933 va presidir el Parlament de forma interina i proclamà Lluís Companys com a president de la Generalitat de Catalunya. En finalitzar l'ofensiva franquista de Catalunya es va exiliar a França i més tard a Mèxic, on fou membre del Consell Nacional de Catalunya.
Se'l considera deixeble i continuador de Francesc Xavier Llorens i Barba, i un enllaç entre dues generacions filosòfiques barcelonines. Juntament amb Tomàs Carreras i Artau i Francesc Mirabent i Vilaplana forma el nucli fonamental de l'anomenada Escola de Filosofia de Barcelona. El seu pensament personal es mantingué fidel a una concepció idealista i espiritualista, hereva de l'escola catalana del sentit comú, oberta, però, als ensenyaments de la història i interessada a harmonitzar les dades de la ciència amb les creences religioses. Com a filòsof fou un acèrrim defensor de la funció i del paper que la filosofia havia de tenir en el terreny de l'educació.
La Generalitat de Catalunya va donar el 2003 el nom de Jaume Serra i Húnter a un programa per contractar professors amb criteris d'excel·lència professional.

## Publicacions
- Serra Húnter, Jaume. Ensayo de una teoría psicológica del juicio. Madrid: Imprenta de los Hijos de Gómez Fuentenebro, 1911. Disponible a: Catàleg de les biblioteques de la UAB[Enllaç no actiu]

- Serra Húnter, Jaume. Discursos llegits en la Real Academia de Buenas Letras de Barcelona en la solemne recepció pública del Dr. D. Jaume Serra y Hunter el día 27 de desembre de 1925 . Barcelona: Tip. Atlas, 1925. Disponible a : Catàleg de les biblioteques de la UB

- Serra Húnter, Jaume. «Alguns aspectes de la vida universitària del doctor Llorens i Barba», Revista de Catalunya, 21, (març 1926), pp. 288-296. Disponible a: Catàleg de les biblioteques de la Universitat Rovira i Virgili[Enllaç no actiu]

- Serra Húnter, Jaume. «L'Obra filosòfica d'en Ramon Turró», Treballs de la Societat Catalana de Biologia [s.l.], 11, 1927, pp. 441-479. Disponible a: Revistes Catalanes en Accés Obert

- Serra Húnter, Jaume. Apologia de l'ideal: conferència inaugural del curs de 1925-26 a l'Ateneu de Girona . Girona: [s.n. ], 1926 (Tip. d'El Autonomista). Disponible a: Catàleg de les biblioteques de la UB

- Serra Húnter, Jaume. Cuestionario de lógica fundamental. Barcelona: Imp. La Poligrafa, 1927. Disponible a: Catàleg de les biblioteques de la UB

- Serra Húnter, Jaume. Diàlegs / Plató , Fundació Bernat Metge (Col·lecció : traducció); 6, 13, 34, 104, 119. Barcelona: Fundació Bernat Metge, 1924-. Disponible al Catàleg de les biblioteques de la UB

- Serra Húnter, Jaume. Dos figuras universitarias: Sanz del Río y Lloréns y Barba. Madrid: Huelves y Compañía, [1929]. Disponible a: Catàleg de les biblioteques de la UB

- Serra Húnter, Jaume. Filosofia i cultura: suggestions i estudis. Segona sèrie. Barcelona: Llibreria Catalònia, [1930]. Disponible a: Catàleg de les biblioteques de la UB

- Serra Húnter, Jaume. Conferències filosòfiques: professades durant l'exercici 1928-1929. Barcelona: Ateneu Barcelonès, 1930. Disponible a: Catàleg de les biblioteques de la UB

- Serra Húnter, Jaume. Dimarts 25, nit a les 10, conferència pública a càrrec de Jaume Serra Hunter "La cultura de la Catalunya vuitcentista"... [Material gràfic] / Centre Autonomista de Dependents del Comerç i de la Indústria. [Barcelona]: Nebots d'en López Robert i Cª, [1932]. Disponible a: Catàleg de les biblioteques de la UB

- Serra Húnter, Jaume. Spinoza. [s.l.: s.n.], 1933 (Girona: Gràfiques Darius Rahola). Disponible a: Catàleg de les biblioteques de la UB

- Serra Húnter, Jaume. Sentit i valor de la nova filosofia. Barcelona: [s.n.], 1934 (Polonio & Margelí). Disponible a: Catàleg de les biblioteques de la UB

- Serra Húnter, Jaume. Figures i perspectives de la història del pensament. Barcelona: Polonio & Margelí, [1935]. Disponible a : Catàleg de les biblioteques de la UB

- Serra Húnter, Jaume.  Xavier Llorens i Barba: estudis i carrera professional: la seva actuació docent. Barcelona: [s.n.], 1937 (Impr. de la Casa d'Assistència P. Macià). Disponible a: Catàleg de les biblioteques de la UB

- Serra Húnter, Jaume. El pensamiento y la vida: estímulos para filosofar. México: Centro de Estudios Filosóficos de la Facultad de Filosofia y Letras, 1945. Disponible a: Catàleg de les biblioteques de la UB

- Serra Húnter, Jaume. El Pensament i la vida: estímuls per a filosofar. Mèxic: Club del Llibre Català, 1945. Disponible a: Catàleg de les biblioteques de la UB

- Serra Húnter, Jaume. Problemes de la vida contemporània. Barcelona: Columna, 1985. Disponible a: Catàleg de les biblioteques de la UB

- Serra Húnter, Jaume. Escrits sobre la història de la filosofia catalana. Barcelona: Publicacions de la Facultat de Filosofia, Universitat Ramon Llull, 2011. Disponible a: Catàleg de les biblioteques de la UB

- Serra Húnter, Jaume. «Idealitat, metafísica, espiritualisme», Enrahonar: quaderns de filosofia, 10, 1984, pp. 31-42. Disponible a: Revistes Catalanes amb Accés Obert